# La Sanie des siècles - Panégyrique de la dégénérescence
La Sanie des siècles - Panégyrique de la dégénérescence è il primo album della band francese Peste Noire pubblicato il 2 agosto 2006.

## Tracce
1. Nous sommes fanés – 2:18
2. Le mort joyeux – 4:40
3. Laus tibi domine – 6:57
4. Spleen – 5:47
5. Phalènes et pestilence – Salvatrice averse – 11:46
6. Retour de flamme (Hooligan Black Metal) – 4:18
7. Dueil angoisseus (Christine de Pisan, 1362–1431) – 7:02
8. Des médecins malades et des saints séquestrés – 9:09

## Formazione
- Famine - voce, chitarre, basso (traccia 5)
- Winterhalter - batteria, tamburo e tamburello
- Indria - basso
- Neige - organo, batteria (tracce 1 e 8), voce (tracce 6 e 7), basso (traccia 8)